# Knävland och Påläng
Knävland och Påläng är en av SCB avgränsad och namnsatt småort i Sundsvalls kommun, Västernorrlands län. Den omfattar bebyggelse i Knävland och Påläng i Selångers socken.